# Erskine Sanford
Erskine Sanford (Trinidad, 19 novembre 1885 – Los Angeles, 7 luglio 1969) è stato un attore statunitense.

## Biografia
Membro del Mercury Theatre, la compagnia teatrale di Orson Welles, sul grande schermo svolse l'attività di caratterista in molte pellicole del celebre regista statunitense. In precedenza, come quasi tutti gli attori del Mercury, aveva lavorato con Welles anche nelle trasmissioni radiofoniche.
Partecipò inoltre a numerose pellicole ormai classiche, spaziando dal noir alla commedia, di registi del calibro di Fritz Lang, Max Ophüls, Edward Ludwig.

## Filmografia parziale
- Too Much Johnson, regia di Orson Welles (1938)
- Quarto potere (Citizen Kane), regia di Orson Welles (1941)
- L'orgoglio degli Amberson (The Magnificent Ambersons), regia di Orson Welles (1942)
- The Wife Takes a Flyer, regia di Richard Wallace (1942)
- Il prigioniero del terrore (Ministry of Fear), regia di Fritz Lang (1944)
- Lo straniero (The Stranger), regia di Orson Welles (1946)
- La banda dei falsificatori (Crack-Up), regia di Irving Reis (1946)
- Tutte le spose sono belle (From This Day Forward), regia di John Berry (1946)
- L'infernale avventura (Angel on My Shoulder), regia di Archie Mayo (1946)
- I migliori anni della nostra vita (The Best Years of Our Lives), regia di William Wyler (1946)
- Anime in delirio (Possessed), regia di Curtis Bernhardt (1947)
- Il lutto si addice ad Elettra (Mourning Becomes Electra), regia di Dudley Nichols (1947)
- La signora di Shanghai (The Lady from Shanghai), regia di Orson Welles (1947)
- La voce della tortora (The Voice of the Turtle), regia di Irving Rapper (1947)
- Lettera da una sconosciuta (Letter from an Unknown Woman), regia di Max Ophüls (1948)
- La volpe rossa (Kidnapped), regia di William Beaudine (1948)
- Macbeth, regia di Orson Welles (1948)
- La strega rossa (Wake of the Red Witch), regia di Edward Ludwig (1948)
- Ho ritrovato la vita (Impact), regia di Arthur Lubin (1949)
- Sempre più notte (Night Unto Night), regia di Don Siegel (1949)
- Sierra, regia di Alfred E. Green (1950)

## Doppiatori italiani
- Amilcare Pettinelli in Il prigioniero del terrore, La signora di Shanghai
- Vinicio Sofia in Quarto potere